# جواو فاريلا
جواو فاريلا هو سياسي هولندي، ولد في 19 أكتوبر 1974 في الرأس الأخضر. نشط حزبياً في قائمة بيم فورتاين. وقد انتخب عضو مجلس نواب هولندا ‏ (23 مايو 2002 – 30 نوفمبر 2006).